# 党坝乡
党坝乡（藏語：དམ་པ，威利转写：dam pa），是中华人民共和国四川省阿坝藏族羌族自治州马尔康市下辖的一个乡镇级行政单位。

## 行政区划
党坝乡下辖以下地区：
剑北村、格尔威村、尕兰村、石果坝村、阿罗伯村、银郎村、石加友村、高尔达村和地拉秋村。